# Rosana Vinueza Estrada
Rosana Vinueza Estrada de Tama (Guayaquil, 6 de febrero de 1949 - Ibídem, 25 de agosto de 2009) fue una política ecuatoriana.

## Biografía
Nació el 6 de febrero de 1949 en Guayaquil, provincia de Guayas y falleció el 25 de agosto de 2009 víctima un cáncer. Fue hija del ingeniero Julio Vinueza Moscoso y de Leonor Estrada Icaza, nieta del banquero, economista, empresario y político Victor Emilio Estrada y bisnieta del presidente ecuatoriano Emilio Estrada. Realizó sus estudios secundarios en el Colegio República de Francia y los superiores en la Universidad Católica de Santiago de Guayaquil, donde cursó las carreras de psicología e ingeniería civil.
En 1969 fue una de las concursantes de Miss Ecuador, acreditándose el título del certamen.
Inició su vida política en 1986 como concejala de Guayaquil, cargo que ocupó por dos años. En la presidencia de Sixto Durán Ballén fue nombrada subsecretaria de Bienestar Social. Luego participó como binomio de Freddy Ehlers, quien aspiraba a la presidencia de la república en las elecciones de 1996 por el movimiento Pachakutik.
En el año 2000 fue designada Subsecretaria de Turismo del Litoral, durante el gobierno de Gustavo Noboa.